# E.kur
E.kur, que significa Casa de la Montaña, fue el templo situado en Nippur donde se veneraba a Enlil. El templo estuvo en funcionamiento hasta el siglo VII a. C. Es mencionado en el código de Hammurabi, y el propio Hammurabi se declaraba piadoso proveedor.
Según la mitología griega hacía referencia al Monte Olimpo. Era la asamblea de los dioses en el Jardín de los dioses y fue el edificio más sagrado de Sumeria.